# كأس الكونكاكاف الذهبية 2011
كأس الكونكاكاف الذهبية 2011 هي النسخة الحادية عشر من بطولة كأس الكونكاكاف الذهبية والـ20 من بطولات كونكاكاف الإقليمية والتي استضافتها الولايات المتحدة الأمريكية. أقُيمت المباراة الافتتاحية في ملعب دالاس كاوبويز في مدينـة أرلينغتون بولاية تكساس، وأقُيمت المباراة النهائية في ملعب روز بول في باسادينا بولاية كاليفورنيا وهي المباراة التي انتهت بفوز المنتخب المكسيكي على نظيره الأمريكي بنتيجة 4-2. بعد فوزه باللقب، تأهل المنتخب المكسيكي لكأس القارات 2013 المقامة في البرازيل ممثلًا لاتحاد الكونكاكاف.

## الدول المشاركة
| الفريق                                                            | التصفيات          | عدد المشاركات في كأس الكونكاكاف | آخر أفضل نتيجة                      |
| منطقة شمال القارة                                                 | منطقة شمال القارة | منطقة شمال القارة               | منطقة شمال القارة                   |
| ----------------------------------------------------------------- | ----------------- | ------------------------------- | ----------------------------------- |
| الولايات المتحدة                                                  | مستضيف            | إحدى عشر                        | فائز (1991، 2002، 2005، 2007)       |
| المكسيك                                                           | تلقائيا           | إحدى عشر                        | فائز (1993، 1996، 1998، 2003، 2009) |
| كندا                                                              | تلقائيا           | عشرة                            | فائز (2000)                         |
| منطقة الكاريبي التأهل عن طريق كأس أمريكا الوسطى 2011              |                   |                                 |                                     |
| جامايكا                                                           | فائز              | سبعة                            | المركز الثالث (1993)                |
| غوادلوب                                                           | المركز الثاني     | ثلاثة                           | المركز الثالث (2007)                |
| كوبا                                                              | المركز الثالث     | خمسة                            | ربع النهائي (2003)                  |
| غرينادا                                                           | المركز الرابع     | اثنان                           | الدور الأول (2009)                  |
| منطقة أمريكا الوسطى التأهل عن طريق بطولة الكاريبي لكرة القدم 2010 |                   |                                 |                                     |
| هندوراس                                                           | فائز              | عشرة                            | وصيف (1991)                         |
| كوستاريكا                                                         | المركز الثاني     | عشرة                            | وصيف (2002)                         |
| بنما                                                              | المركز الثالث     | خمسة                            | وصيف (2005)                         |
| السلفادور                                                         | المركز الرابع     | سبعة                            | ربع النهائي (2002، 2003)            |
| غواتيمالا                                                         | المركز الخامس     | تسعة                            | المركز الرابع (1996)                |

## الأماكن
هناك مجموعة من ثلاثة عشر ملعب–نفس عدد ملاعب الكأس الذهبية 2009–وأعلن عنها في 16 ديسمبر، 2010.
| دالاس                    | كارسون                   | ديترويت                  | تشارلوت                  | ميامي                    |
| ------------------------ | ------------------------ | ------------------------ | ------------------------ | ------------------------ |
| ملعب دالاس كاوبويز       | هوم ديبت سنتر            | ملعب فورد فيلد           | ملعب بنك أمريكا          | ملعب أف أي يو            |
| القدرة: 80,000           | القدرة: 27,000           | القدرة: 65,000           | القدرة: 73,778           | القدرة: 23,500           |
| دور المجموعات (5 يونيو)  | دور المجموعات (6 يونيو)  | دور المجموعات (7 يونيو)  | دور المجموعات (9 يونيو)  | دور المجموعات (10 يونيو) |
|                          |                          |                          |                          |                          |
| تامبا                    | شيكاغو                   | هاريسن                   | كانزاس سيتي، كانزاس      |                          |
| ستاد ريموند جايمس        | ملعب سولدر فيلد          | ريد بل أرينا             | ستاد كي سي كرة قدم       |                          |
| القدرة: 68,857           | القدرة: 61,500           | القدرة: 25,189           | القدرة: 18,500           |                          |
| دور المجموعات (11 يونيو) | دور المجموعات (12 يونيو) | دور المجموعات (13 يونيو) | دور المجموعات (14 يونيو) |                          |
|                          |                          |                          |                          |                          |
| إيست روثرفورد            | واشنطن دي سي             | هيوستن                   | باسادينا                 |                          |
| ملعب ميتلايف             | ستاد أر أف كي            | ملعب ريلاينت             | روز بول                  |                          |
| القدرة: 82,566           | القدرة: 45,596           | القدرة: 71,500           | القدرة: 91,136           |                          |
| ربع النهائي (18 يونيو)   | ربع النهائي (19 يونيو)   | نصف النهائي (22 يونيو)   | النهائي (25 يونيو)       |                          |
|                          |                          |                          |                          |                          |

## القرعة
قرعة كأس الكونكاكاف الذهبية 2011 من المقرر مؤقتًا أن تعقد في فبراير/مارس، 2011، قابلة للتغيير.

## دور المجموعات
الدور الأول، أو دور المجموعات، شهدت الاثني عشر فريق تتقسم إلى ثلاث مجموعات من أربعة فرق. كل مجموعة كانت راوند روبين من ست مباريات، حيث لعب كل فريق مباراة واحدة ضد كل من الفرق الأخرى في المجموعة نفسها. الفرق منحت ثلاث نقاط في حين الفوز، نقطة واحدة للتعادل ولا شيء للهزيمة. الفرق الفائزة بالمركز الأول، الثاني وأفضل فريقين أصحاب المركز الثالث في كل مجموعة يتأهلون للدور ربع النهائي.
جميع الأوقات حسب توقيت الشرق الأمريكي (ت ع م-04:00)
| مفاتيح الألوان في جدول المجموعات | مفاتيح الألوان في جدول المجموعات |
| -------------------------------- | -------------------------------- |
|                                  | الفرق التي تقدمت إلى ربع النهائي |

### مجموعة الأولى
| م | الفريق    | لعب | ف | ت | خ | أ.له | أ.ع | أ.ف | نقاط | التأهل                      |
| - | --------- | --- | - | - | - | ---- | --- | --- | ---- | --------------------------- |
| 1 | المكسيك   | 3   | 3 | 0 | 0 | 14   | 1   | +13 | 9    | تقدم إلى مرحلة خروج المغلوب |
| 2 | كوستاريكا | 3   | 1 | 1 | 1 | 7    | 5   | +2  | 4    | تقدم إلى مرحلة خروج المغلوب |
| 3 | السلفادور | 3   | 1 | 1 | 1 | 7    | 7   | 0   | 4    | تقدم إلى مرحلة خروج المغلوب |
| 4 | كوبا      | 3   | 0 | 0 | 3 | 1    | 16  | −15 | 0    |                             |

| كوستاريكا                                             | 5–0   | كوبا |
| ----------------------------------------------------- | ----- | ---- |
| أورينيا 7'، 46' · سابوريو 41' · مورا 47' · كامبيل 71' | تقرير |      |

| المكسيك                                                          | 5–0   | السلفادور |
| ---------------------------------------------------------------- | ----- | --------- |
| خواريز 55' · دي نيغريس 58' · خ. هيرنانديز 60'، 67'، 90+5' (ضرب.) | تقرير |           |

| كوستاريكا    | 1–1   | السلفادور  |
| ------------ | ----- | ---------- |
| برينيس 90+5' | تقرير | زيلايا 45' |

| كوبا | 0–5   | المكسيك                                                     |
| ---- | ----- | ----------------------------------------------------------- |
|      | تقرير | خ. هيرنانديز 35'، 76' · دوس سانتوس 63'، 68' · دي نيغريس 65' |

| السلفادور                                                                   | 6–1   | كوبا       |
| --------------------------------------------------------------------------- | ----- | ---------- |
| زيلايا 13'، 71' · روميرو 29' · بلانكو 69' · ألفاريز 84' · كوينتانايلا 90+4' | تقرير | ماركيز 83' |

| المكسيك                                        | 4–1   | كوستاريكا   |
| ---------------------------------------------- | ----- | ----------- |
| ر. ماركيز 17' · غواردادو 19'، 26' · باريرا 38' | تقرير | أورينيا 69' |

### مجموعة الثانية
| م | الفريق    | لعب | ف | ت | خ | أ.له | أ.ع | أ.ف | نقاط | التأهل                      |
| - | --------- | --- | - | - | - | ---- | --- | --- | ---- | --------------------------- |
| 1 | جامايكا   | 3   | 3 | 0 | 0 | 7    | 0   | +7  | 9    | تقدم إلى مرحلة خروج المغلوب |
| 2 | هندوراس   | 3   | 1 | 1 | 1 | 7    | 2   | +5  | 4    | تقدم إلى مرحلة خروج المغلوب |
| 3 | غواتيمالا | 3   | 1 | 1 | 1 | 4    | 2   | +2  | 4    | تقدم إلى مرحلة خروج المغلوب |
| 4 | غرينادا   | 3   | 0 | 0 | 3 | 1    | 15  | −14 | 0    |                             |

| جامايكا                                         | 4–0   | غرينادا |
| ----------------------------------------------- | ----- | ------- |
| شيلتون 21' · جونسون 39' · فيليبس 79' · دالي 84' | تقرير |         |

| هندوراس | 0–0   | غواتيمالا |
| ------- | ----- | --------- |
|         | تقرير |           |

| جامايكا         | 2–0   | غواتيمالا |
| --------------- | ----- | --------- |
| فيليبس 66'، 76' | تقرير |           |

| غرينادا   | 1–7   | هندوراس                                                                  |
| --------- | ----- | ------------------------------------------------------------------------ |
| موراي 20' | تقرير | بينغتسون 26'، 37' · كوستلي 28'، 67'، 71' · و. مارتينيز 88' · ميخيا 90+3' |

| غواتيمالا                                          | 4–0   | غرينادا |
| -------------------------------------------------- | ----- | ------- |
| ديل أغويلا 16' · بابا 22' · رويز 54' · غالاردو 59' | تقرير |         |

| هندوراس | 0–1   | جامايكا    |
| ------- | ----- | ---------- |
|         | تقرير | جونسون 36' |

### مجموعة الثالثة
| م | الفريق           | لعب | ف | ت | خ | أ.له | أ.ع | أ.ف | نقاط | التأهل                      |
| - | ---------------- | --- | - | - | - | ---- | --- | --- | ---- | --------------------------- |
| 1 | بنما             | 3   | 2 | 1 | 0 | 6    | 4   | +2  | 7    | تقدم إلى مرحلة خروج المغلوب |
| 2 | الولايات المتحدة | 3   | 2 | 0 | 1 | 4    | 2   | +2  | 6    | تقدم إلى مرحلة خروج المغلوب |
| 3 | كندا             | 3   | 1 | 1 | 1 | 2    | 3   | −1  | 4    |                             |
| 4 | غوادلوب          | 3   | 0 | 0 | 3 | 2    | 5   | −3  | 0    |                             |

| بنما                                      | 3–2   | غوادلوب         |
| ----------------------------------------- | ----- | --------------- |
| بيريز 29' · تيخادا 31' · غوميز 57' (ضرب.) | تقرير | جوفيال 65'، 78' |

| الولايات المتحدة         | 2–0   | كندا |
| ------------------------ | ----- | ---- |
| ألتيدور 15' · ديمبسي 62' | تقرير |      |

| كندا                  | 1–0   | غوادلوب |
| --------------------- | ----- | ------- |
| دي روزاريو 51' (ضرب.) | تقرير |         |

| الولايات المتحدة | 1–2   | بنما                          |
| ---------------- | ----- | ----------------------------- |
| غودسون 66'       | تقرير | تيخادا 19' · غوميز 36' (ضرب.) |

| كندا                  | 1–1   | بنما         |
| --------------------- | ----- | ------------ |
| دي روزاريو 62' (ضرب.) | تقرير | تيخادا 90+1' |

| غوادلوب | 0–1   | الولايات المتحدة |
| ------- | ----- | ---------------- |
|         | تقرير | ألتيدور 9'       |

## مرحلة خروج المغلوب
|  | ربع النهائي              | ربع النهائي       |                     |       | نصف النهائي | نصف النهائي |  |  | النهائي | النهائي |
|  |                          |                   |                     |       |             |             |  |  |         |         |
|  | 19 يونيو – واشنطن        |                   |                     |       |             |             |  |  |         |         |
|  |                          |                   |                     |       |             |             |  |  |         |         |
|  | جامايكا                  | 0                 |                     |       |             |             |  |  |         |         |
|  | جامايكا                  | 0                 | 22 يونيو – هيوستن   |       |             |             |  |  |         |         |
|  | الولايات المتحدة         | 2                 |                     |       |             |             |  |  |         |         |
|  | الولايات المتحدة         | 2                 | الولايات المتحدة    | 1     |             |             |  |  |         |         |
|  | 19 يونيو – واشنطن        |                   | الولايات المتحدة    | 1     |             |             |  |  |         |         |
|  |                          | بنما              | 0                   |       |             |             |  |  |         |         |
|  | بنما (ر.)                | بنما              | 0                   | 1 (5) |             |             |  |  |         |         |
|  | بنما (ر.)                |                   | 25 يونيو – باسادينا | 1 (5) |             |             |  |  |         |         |
|  | السلفادور                | 1 (3)             |                     |       |             |             |  |  |         |         |
|  | السلفادور                | 1 (3)             | الولايات المتحدة    | 2     |             |             |  |  |         |         |
|  | 18 يونيو – إيست راذرفورد |                   | الولايات المتحدة    | 2     |             |             |  |  |         |         |
|  |                          | المكسيك           | 4                   |       |             |             |  |  |         |         |
|  | كوستاريكا                | المكسيك           | 4                   | 1 (2) |             |             |  |  |         |         |
|  | كوستاريكا                | 22 يونيو – هيوستن |                     | 1 (2) |             |             |  |  |         |         |
|  | هندوراس (ر.)             | 1 (4)             |                     |       |             |             |  |  |         |         |
|  | هندوراس (ر.)             | 1 (4)             | هندوراس             | 0     |             |             |  |  |         |         |
|  | 18 يونيو – إيست راذرفورد |                   | هندوراس             | 0     |             |             |  |  |         |         |
|  |                          | المكسيك (ب.و.إ.)  | 2                   |       |             |             |  |  |         |         |
|  | المكسيك                  | المكسيك (ب.و.إ.)  | 2                   | 2     |             |             |  |  |         |         |
|  | المكسيك                  |                   |                     | 2     |             |             |  |  |         |         |
|  | غواتيمالا                | 1                 |                     |       |             |             |  |  |         |         |
|  | غواتيمالا                | 1                 |                     |       |             |             |  |  |         |         |

### ربع النهائي
| كوستاريكا                       | 1–1 (ب.و.إ.) | هندوراس                                 |
| ------------------------------- | ------------ | --------------------------------------- |
| مارشال 56'                      | تقرير        | بينغتسون 49'                            |
| ركلات الترجيح                   |              |                                         |
| بورخيس · رويز · سابوريو · كامبل | 2–4          | كوستلي · بيرنارديز · بلاسيوس · بينغتسون |

| المكسيك                          | 2–1   | غواتيمالا |
| -------------------------------- | ----- | --------- |
| دي نيغريز 46' · خ. هيرنانديز 66' | تقرير | رويز 5'   |

| جامايكا | 0–2   | الولايات المتحدة      |
| ------- | ----- | --------------------- |
|         | تقرير | جونز 49' · ديمبسي 79' |

| بنما                                           | 1–1 (ب.و.إ.) | السلفادور                       |
| ---------------------------------------------- | ------------ | ------------------------------- |
| تيخادا 90'                                     | تقرير        | زيلايا 78' (ركلة.)              |
| ركلات الترجيح                                  |              |                                 |
| باراهونا · رينتيريا · غودوي · هنريكيز · تيخادا | 5–3          | ألاس · روميرو · زيلايا · فلوريس |

### نصف النهائي
| الولايات المتحدة | 1–0   | بنما |
| ---------------- | ----- | ---- |
| ديمبسي 76'       | تقرير |      |

| هندوراس | 0–2 (ب.و.إ.) | المكسيك                       |
| ------- | ------------ | ----------------------------- |
|         | تقرير        | دي نيجريس 93' · تشيشاريتو 99' |

### النهائي
| الولايات المتحدة        | 2–4   | المكسيك                                         |
| ----------------------- | ----- | ----------------------------------------------- |
| برادلي 8' · دونوفان 23' | تقرير | باريرا 29'، 50' · غواردادو 36' · دوس سانتوس 76' |

## مسجلي الأهداف
5 أهداف
- خافيير هيرنانديز

3 أهداف
- كارلو كوستلي
- ديمار فيليبس

هدفين
| - ماركو أورينيا - بريس جوفيال - جيري بينغتسون | - ألدو دي نيغريس - جيوفاني دوس سانتوس | - غابرييل غوميز - لويس تيخادا |

هدف 1
| - دواين دي روزاريو - راندال برينيس - جويل كامبيل - هاينر مورا - ألفارو سابوريو - رودولفو زيلايا | - كليف موراي - والتر مارتينيز - ألفريدو ميخيا - عمر دالي - ريان جونسون - لوتون شيلتون | - إفراين خواريز - بلاس بيريز - جوزي ألتيدور - كلينت ديمبسي - كلارينس غودسون |

## وصلات خارجية
- الموقع الرسمي